# ألكسندر ماير (لاعب كرة قدم)
ألكسندر ماير (بالألمانية: Alex Meier)‏ (مواليد 17 يناير 1983 في بوخهولتس إن در نوردهايده - ألمانيا الغربية) لاعب كرة قدم ألماني يلعب حاليا لصالح نادي الدرجة الأولى آينتراخت فرانكفورت الألماني منذ 2004 في مركز الوسط المهاجم.

## روابط خارجية
- ألكسندر ميير على موقع الاتحاد الأوربي (الإنجليزية)
- ألكسندر ميير على موقع قاعدة بيانات كرة القدم.إي يو (الإنجليزية)
- ألكسندر ميير على موقع بيانات كرة القدم. دي إي (الألمانية)
- ألكسندر ميير على موقع ليكيب (الفرنسية)
- ألكسندر ميير على موقع Soccerway.com (الإنجليزية)
- ألكسندر ميير على موقع عالم كرة القدم.نت (الإنجليزية)
- ألكسندر ميير على موقع كووورة
- ألكسندر ميير على موقع AS.com (الإسبانية)